# Bachahalli, Krishnarajanagara
Bachahalli là một làng thuộc tehsil Krishnarajanagara, huyện Mysore, bang Karnataka, Ấn Độ.